# Laborie Highway
Laborie Highway es una localidad de Santa Lucía que forma parte del distrito de Vieux Fort.

## Toponimia
La localidad también es conocida por el nombre de Vieux Fort/Laborie Highway.